# Scieropepla minetorum
Scieropepla minetorum is een vlinder uit de familie Xyloryctidae. De wetenschappelijke naam van deze soort is voor het eerst geldig gepubliceerd in 1987 door Viette.
De soort komt voor in tropisch Afrika.